# Erskine Sanford
Erskine Sanford est un acteur américain né le 19 novembre 1885 à  Trinidad (Colorado); mort à Los Angeles le 7 juillet 1969.

## Filmographie partielle
- 1941 : Citizen Kane, d'Orson Welles : Carter
- 1942 : La Splendeur des Amberson (The Magnificent Ambersons), d'Orson Welles : Roger Bronson
- 1944 : Espions sur la Tamise (Ministry of Fear), de Fritz Lang : George Rennit, détective privé
- 1944 : Enemy of Women d'Alfred Zeisler : Levine
- 1946 : L'Évadé de l'enfer (Angel on My Shoulder), d'Archie Mayo : Le pasteur
- 1946 : From This Day Forward, de John Berry : M. Higgler
- 1947 : Le deuil sied à Électre (Mourning Becomes Electra), de Dudley Nichols : Josiah Borden
- 1947 : L'Aventure à deux (The Voice of the Turtle), d'Irving Rapper
- 1947 : La Possédée (Possessed) de Curtis Bernhardt : Dr. Max Sherman
- 1948 : La Dame de Shanghai (The Lady from Shanghai) d'Orson Welles : Le juge
- 1948 : Macbeth, d'Orson Welles : Duncan
- 1948 : Lettre d'une inconnue (Letter from an Unknown Woman), de Max Ophüls : Le porteur
- 1948 : Captif en mer (Kidnapped) de William Beaudine : Rankeillor
- 1949 : Impact, d'Arthur Lubin : Le docteur Bender
- 1951 : La Voleuse d'amour (The Company She Keeps) de John Cromwell